# گمینا وشکوویتسه
گمینا وشکوویتسه (به لهستانی:  Gmina Łyszkowice) یک گمینا در لهستان است که در شهرستان وویچ واقع شده‌است. گمینا وشکوویتسه ۱۰۶٫۹ کیلومتر مربع مساحت و ۶٬۹۳۱ نفر جمعیت دارد.